# スーパー玉出
スーパー玉出（スーパーたまで）は、 株式会社フライフィッシュが大阪府で展開している生鮮食品、加工食品の販売を中心としたスーパーマーケットである。本社は大阪市西成区玉出に所在。年商は約450億円。2018年6月30日までは株式会社スーパー玉出が運営していた。

## 概要
- 安売りやネオンを随所に設置した派手な外装、24時間営業[3]、年中無休等特徴ある店舗を運営している。
- 将来的には京都府や東京都への進出も視野に入れていたが、梅田周辺や北摂（大阪府北部）への進出は果たせなかった。このことについて、当時の社長である前田託次は2017年1月26日放送の『秘密のケンミンSHOW』でのインタビューにて「梅田周辺や北摂とかは上品な所で価格競争の地域とは雰囲気が違う」と答えていた[4]。
- かつては総菜や弁当を各店舗で調理していたが、現在は大阪市内の店舗の一部を改装したセントラルキッチンに製造拠点を集約しており、自社便で各店に配送することで店頭価格を維持している[5]。

## 沿革
大阪新世界の競り売りを機に1978年に創業し、1992年に株式会社として設立。当初は本店を除いて24時間営業を行わずに大半の店舗で定休日を設けていた時期があった。
2018年7月1日、スーパーマーケット事業をスーパー玉出の受け皿会社として新設された株式会社フライフィッシュ（大阪市）に約46億円で売却した。前田託次はスーパー玉出の親会社である玉出ホールディングスの主力事業を不動産管理事業に移行させ、スーパーマーケット事業を新会社フライフィッシュに売却する理由として「今年で74歳になることを踏まえ、信頼できる会社にスーパー玉出を発展させてもらいたい」事を挙げている。この件に関連してフライフィッシュ社が鶏卵生産大手の「イセ食品（埼玉県鴻巣市）系列」であること報じられた。なお、伊勢彦信（フライフィッシュの筆頭株主である東京都の不動産会社である株式会社アイセ・リアリティー 代表取締役）がイセ食品の代表取締役会長を兼任しているという関連はあるものの、両社間に法制上の親子関係は存在しない。フライフィッシュ社長には湯本正基（アイセ 代表取締役）が就任した。フライフィッシュは営業時間の見直しに着手し、2018年7月8日付で6店舗が24時間営業を取りやめた。一部店舗における酒類の販売も「酒類の販売業免許」申請の関係で休止している。看板の変更や赤字が続いていた1円セールを見直す方向とした。新今宮駅前に所在するひまわり不動産は玉出ホールディングスが経営する。その後、アイセ・リアリティー社は2018年12月29日付でフライフィッシュ社の所有株式を第三者に全売却した。
長年に渡り、支払い方法は現金のみでクレジットカードや電子マネーといったキャッシュレス決済には対応していなかったが、2019年10月の消費税率引き上げに伴って開始したキャッシュレス・ポイント還元事業を機にQR・バーコード決済（PayPay、メルペイ、au Pay、d払い等）導入を順次進めている。
岸里店にはカラオケ、ボウリング、ビリヤード等がある「玉出ボウル」（旧：ビッグ岸里ボウル）を併設していたが、2021年11月30日に閉店。
2023年8月、大阪市外の店舗を中心に大幅に閉店し、創業地の大阪市西成区周辺に店舗を集約する（ドミナント戦略）方針である事が判明した。
創業以来、店舗展開は大阪市南部が中心で、2009年5月には大阪市北区天神橋4丁目の天神橋筋商店街に、2010年12月には兵庫県尼崎市に相次いで出店を行っており、その後も芦屋市に別ブランドで新店舗を出店を果たすなど、積極的に大阪府外へ進出を行っていたが、その後に撤退。2024年6月に尼崎店が閉店したことによって、大阪府外の店舗は消滅することとなった。
今後はファンの多い地元に注力し、選択と集中に特化し、物流の効率化で収益を改善する事を目標とした。撤退したのは老朽化して家賃負担の大きい賃貸物件が中心であり、今後は自社保有店舗を増やす事も目標とし、ネオンは電気代高騰を踏まえて日中は消灯し、24時間営業も見直す事も目標とした。
2024年6月14日、東京都内を中心に展開しているスーパーマーケットの花正との間で業務提携を締結した。花正から同社プライベートブランド商品の提供を受ける一方でスーパー玉出の西成区以外の8店舗を譲渡したうえで秋～冬にかけて「肉のハナマサ」へリニューアルし、順次オープンする予定であることが明らかになった。

## 店舗
現行店舗については店舗情報を参照。

### かつて存在した店舗
- 浜寺店（2009年閉店）
- 江口店（2012年閉店）
- 阿倍野店（2014年閉店）
- 大蓮店（2014年6月閉店）
- 堺東店（2015年閉店）
- 鶴見店（2015年閉店）
- 古市店（2015年1月閉店）
- 初芝店（2016年8月閉店）
- 八幡店（2017年閉店）
- 徳庵店（2017年閉店）
- 松原店（2017年6月閉店）
- 林寺店（2017年12月閉店）
- 浪速店（2018年4月閉店）
- 守口店（2020年2月閉店）
- 空堀店（2020年3月閉店）
- 平野店（2021年6月閉店）
- 中百舌鳥店（2021年9月閉店）
- 堺店（2021年9月閉店）
- 山本店（2021年10月閉店）
- 播磨店（2022年1月閉店）
- 天美店（2023年1月閉店）
- 八尾店（2023年2月閉店）
- 粉浜店（2023年4月閉店）
- 布施店（2023年5月閉店）
- 神明店（2023年5月閉店）
- 我孫子店（2023年5月閉店）
- 小坂店（2023年6月閉店）[25]
- 勝山店（2023年6月閉店）[26]
- 泉大津店（2023年6月閉店）[27]
- 岸和田店（2023年7月閉店）[28]
- 玉造店（2023年8月閉店）[29]
- 尼崎店（2024年6月閉店）[30]
- 堀江店（2024年9月閉店）[31]
- 大国町店（2024年9月閉店）
- 京橋店（2024年9月閉店）[32]
- 九条店（2024年9月閉店）[33]
- 日本橋店（2024年9月閉店）

## ギャラリー

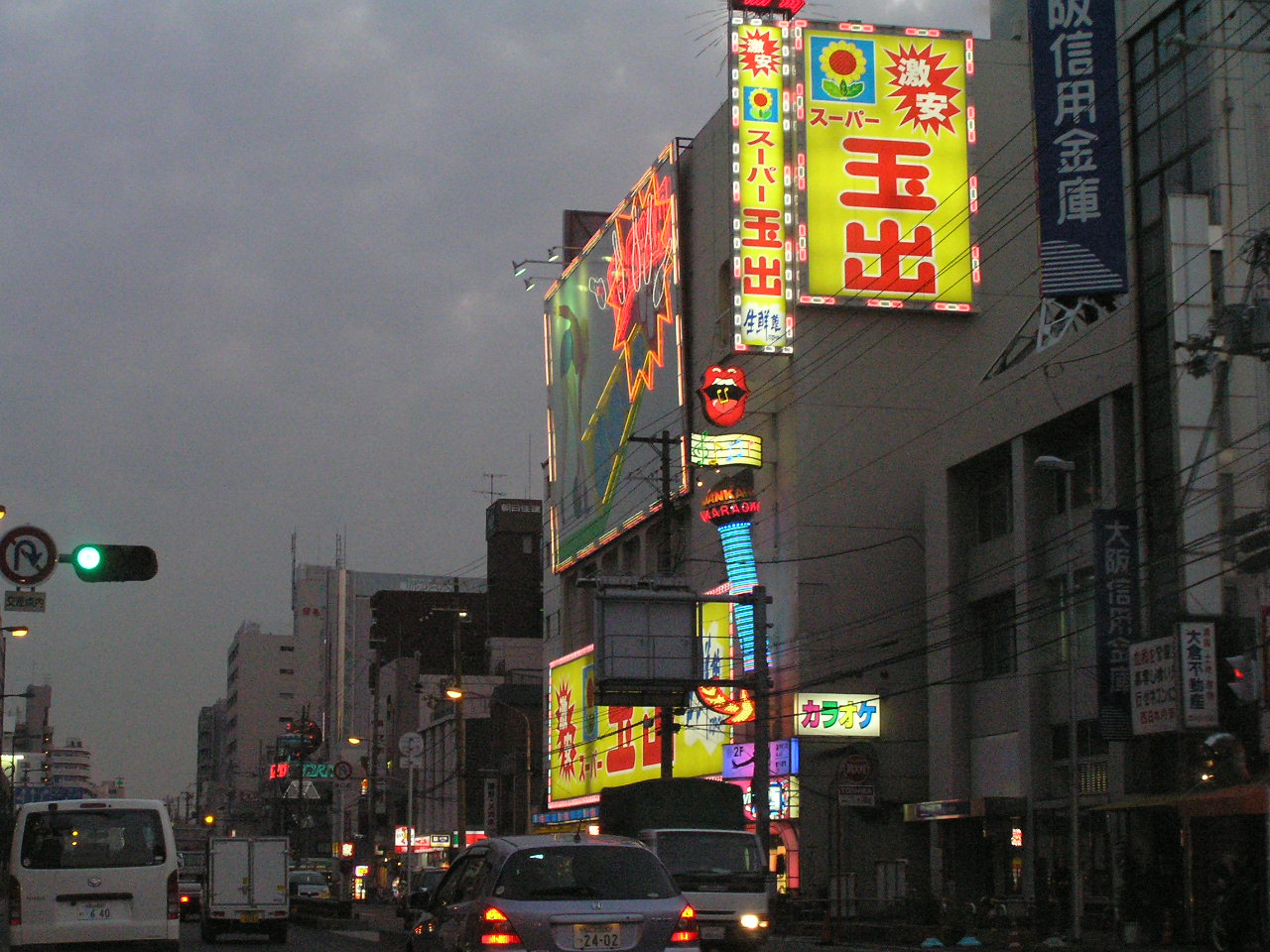
西成区役所前のスーパー玉出 岸里店。カラオケ、ボウリング、ビリヤードなどがある玉出ボウルを併設していた（大阪・西成区）。
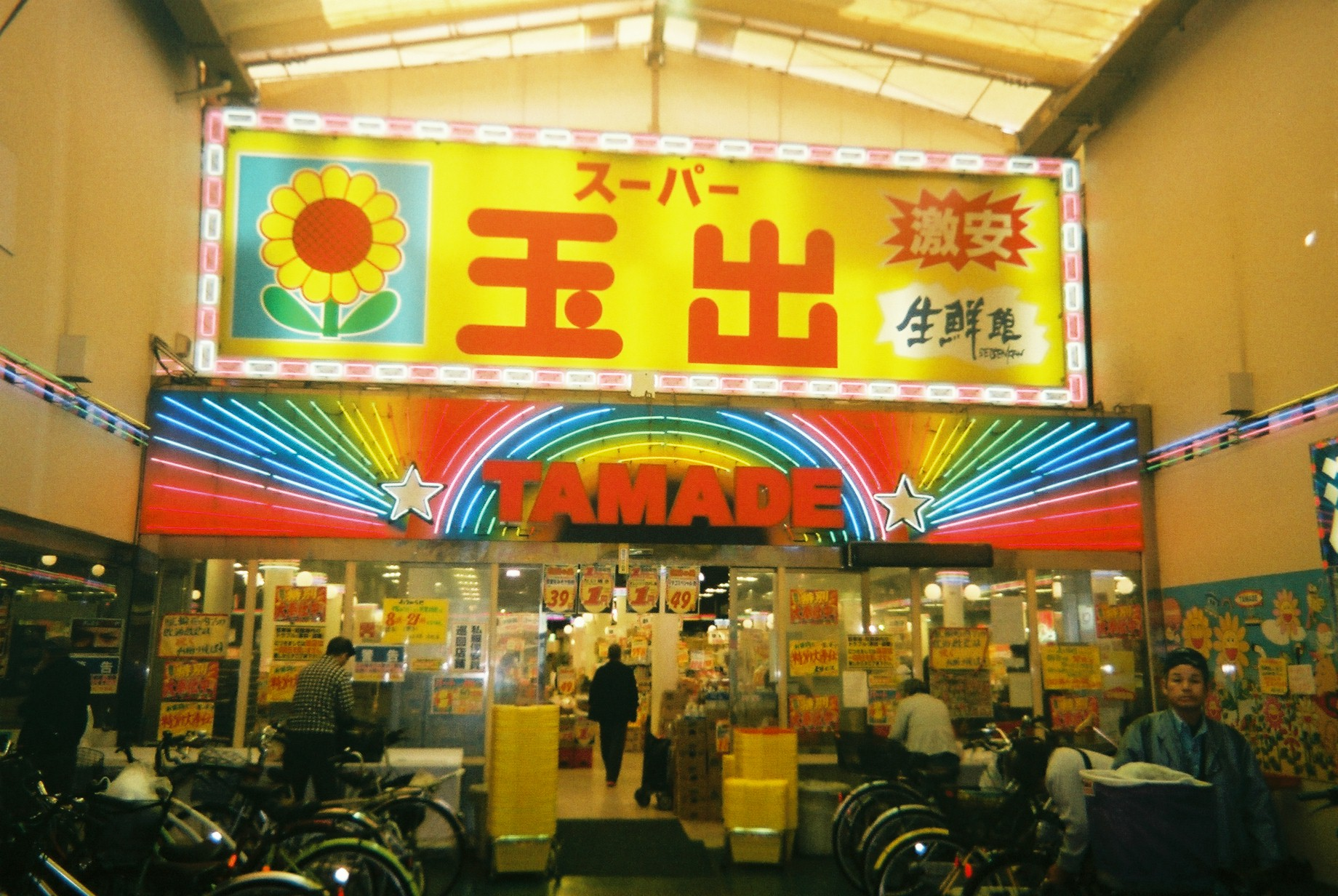
スーパー玉出今池店（大阪・西成区）
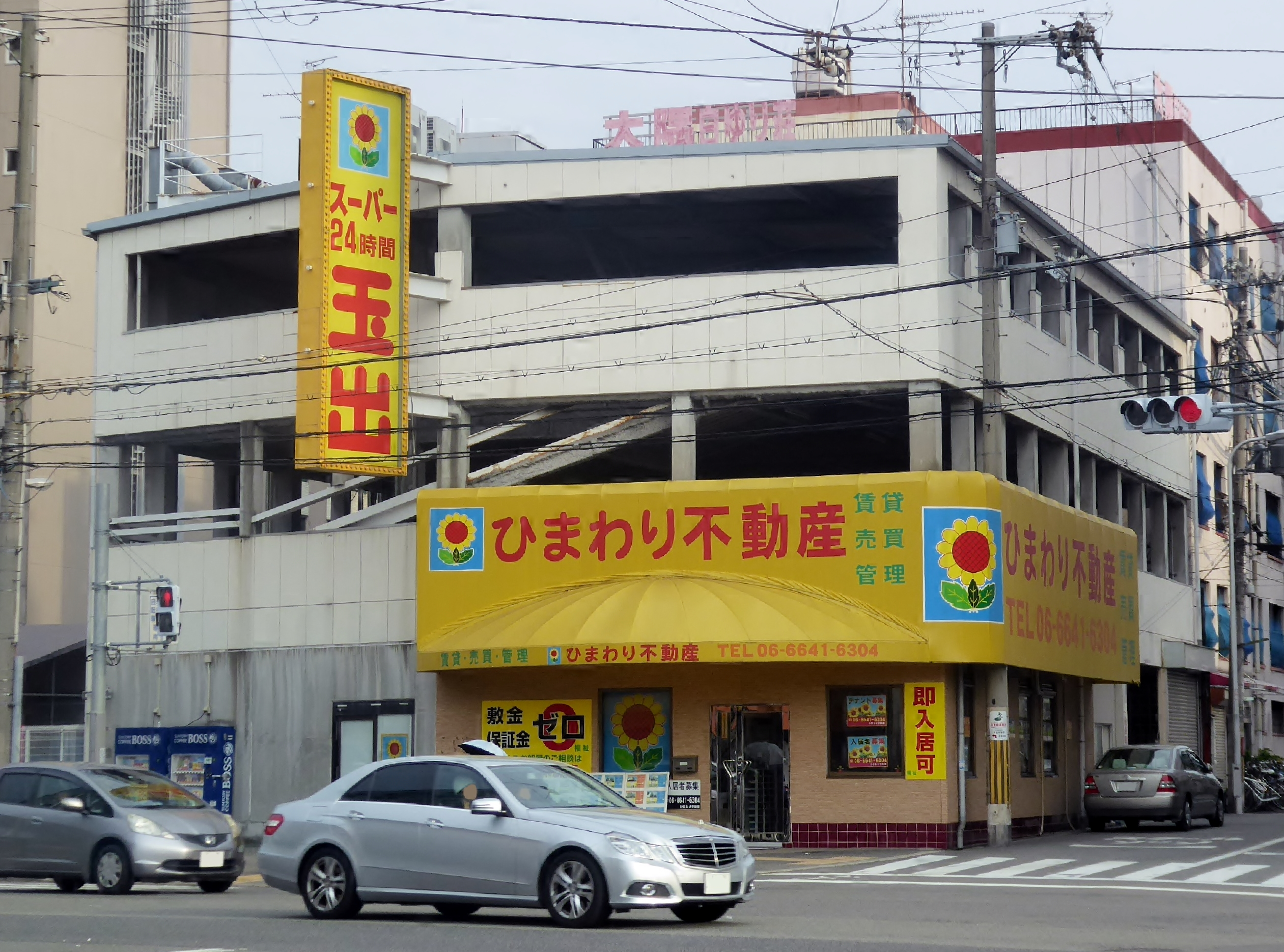
ひまわり不動産

## 不祥事

### 労働基準法違反
- 2009年12月3日、大阪の淀川労働基準監督署は、2年前に過労死したパート女性ら従業員18人を長時間働かせたり、同署の調査にタイムカードを提出しなかったりしたとして、スーパー玉出と、前田託次社長（当時）、元顧問の社会保険労務士を労働基準法違反（長時間労働や書類不提出など）などの疑いで書類送検した。死亡したパート女性は時間外労働が月147時間に及んでおり、職場でくも膜下出血で倒れた後に死亡、後に過労死と認定された。同労基署は同店でほかに、健康診断の未実施や割り増し残業代計146万円の未払いも確認しており、また、女性が倒れるまでの約8年間に、長時間労働や賃金未払いで11回の是正指導を受けていたことも発覚した[34]。

### 労働安全衛生法違反
- 2019年9月12日、大阪労働局は労働安全衛生法違反の疑いで、当時店舗を運営していたサンフラワー・タマデなど2社と、親会社で労務を担当していた40代の男性人事部長ら2人を書類送検した[35]。

送検容疑は大阪市内の店舗で2017年4月、魚をさばいていた男性従業員が左腕を切って数カ月仕事を休んだほか、2018年6月には市内の別の店舗で品物を運んでいた女性従業員が大腿骨を折って３カ月入院したのに、いずれも労基署に報告しなかった疑い。労働局によると、玉出側は従業員に「労災にせず、病院では健康保険証を使うように」と指示していた。

### 食品衛生法違反
- 2016年6月29日、大阪市は食品衛生法違反などの可能性があるとして、スーパー玉出の調査を始めた。同月下旬、天神橋店にて従業員が調理前のマフグをパック詰めして数匹分を店頭に並べるもすぐに気付いて撤去したため、購入した客はいなかったというが、並べられた商品を撮影した客がTwitterに投稿したことから騒動となった[37]。同年6月30日、大阪市は大阪府ふぐ条例に基づき、同店にフグ販売停止2日間の行政処分を下した[38]。

### 入管難民法違反
- 2016年8月、大阪府警外事課は社長（当時）の前田ら幹部3人と法人としてのスーパー玉出を、許可された時間を超えて外国人留学生らを働かせたとして、入管難民法違反（不法就労助長）容疑で書類送検した[39]。同年12月、大阪区検は法人としてのスーパー玉出と人事部長を入管難民法違反（不法就労助長）で略式起訴（10月31日付）した。大阪簡裁は略式命令が不相当と判断し、通常の公判を開いて審理することを決めた。一方、大阪地検は入管難民法や雇用対策法違反容疑で書類送検された前田や別の幹部を嫌疑不十分などで不起訴にしたと発表した[40]。

### 組織犯罪処罰法違反
- 2018年12月、大阪府警は当時社長の前田を、大阪市西成区の歓楽街である飛田新地に存在する店舗を売春に使われると知りながら山口組系極心連合会幹部とその内妻に貸して賃料を受け取っていたとして[41]、組織犯罪処罰法違反の疑いで逮捕した[42][43]。同幹部と内妻は、同年5月に売春防止法違反容疑で逮捕されていた[42]。飛田新地の店舗で売春の売り上げが約3億円あり、そのうち半分の1億5千万円が山口組側に流れたと、大阪府警ではみている。前田容疑者側にも売り上げから家賃45万円が支払われており、家賃の総額は2000万円にのぼるとみられる[44]。

## 提供番組
- ABCニュース（朝日放送ラジオ 平日13時台 ABCパワフルアフタヌーン内）
- 福島のぶひろの、金曜でいいんじゃない?（MBSラジオ）

## 公式テーマソング
- スーパー玉出へ行けば幸せ - 大阪在住の西中島きなこが制作[45]。